# Karl Heinrich Emil Alexander von Borstell
Karl Heinrich Emil Alexander von Borstell (né le 2 février 1778 à Tangermünde et mort le 11 juillet 1856 à Stralsund) est un général de cavalerie prussien.

## Biographie

### Origine
Ses parents sont le général Hans Friedrich Heinrich von Borstell et son épouse Charlotte Luise Wilhelmine, née von Ingersleben. Son frère Ludwig devient également général de cavalerie.

### Carrière militaire
Le 1er mars 1791, Borstell rejoint le régiment de dragons « von Ansbach und Bayreuth » en tant que Junker. Là, il devient enseigne le 12 octobre 1792. Au cours de la première guerre de coalition, il combat à la canonnade de Valmy ainsi qu'à la bataille de Kaiserslautern, aux batailles d'Hochheim, Kreuznach, Alzey, Frankenthal et aux sièges de Longwy, Verdun, Mayence et Landau. Entre-temps, Borstell est promu sous-lieutenant le 25 avril 1794. Après la guerre, il est transféré au régiment de cuirassiers « von Borstell » le 6 janvier 1800. Là, il devient premier lieutenant le 1er mars 1803 et rejoint le général von Elsner (de) comme adjudant d'inspection le 31 décembre 1804. Le 21 septembre 1805, il devient capitaine d'état-major et adjudant du général Ernst von Rüchel. Pendant la guerre de la Quatrième Coalition, Borstell participe à la bataille d'Iéna et à une escarmouche près de Königsberg. Il devient capitaine le 17 mars 1807, avant d'être démobilisé le 14 juillet 1807 avec le droit de porter l'uniforme de son ancien régiment.
Le 12 janvier 1808, Borstell reçoit l'autorisation d'entrer dans le service extérieur et est alors employé dans l'armée wurtembergeoise. Combattant aux côtés de l'armée française, il est blessé lors d'une bataille près de Brunswick contre la Légion noire en 1809. Ses troupes sont transférées en Espagne et y participent à la campagne de 1810/11. Borstell combat aux sièges de Gérone et de Tarragone et participe à la bataille de Lérida le 23 avril 1811. En 1812, il est promu major à Cassel. Il participe à la campagne de Russie en 1812 et combat aux batailles de Smolensk, Borodino et Krasnoï. Il est blessé à Borodino et à Krasnoye et reçoit pour cette dernière la Croix de la Légion d'honneur.
Après l'effondrement du Wurtemberg, Borstell est transféré au service prussien le 24 septembre 1813. Là, il devient brigadier dans les troupes bergeoise avec un brevet daté du 7 février 1814. Le 8 juin 1815, il rejoint le 5e corps d'armée en tant que commandant de brigade. Le 24 septembre 1815, il est nommé commandant de la 11e brigade et le 7 février 1816 commandant de la cavalerie de réserve du corps d'armée mobile en France. Il reçoit l'autorisation de porter la croix de commandeur de la Légion d'honneur le 9 octobre 1817. Borstell est promu major général le 30 mars 1818 et, après la dissolution du corps, devient commandant le 26 octobre 1818 la 6e brigade de cavalerie. Il reçoit également la croix de service le 14 juillet 1825 et l'ordre de l'Aigle rouge de 3e classe le 28 septembre 1826. Le 9 juillet 1829, il reçoit l'autorisation de porter l'ordre russe de Saint-Stanislas de 1re classe. Il est ensuite nommé commandant de Stralsund le 30 mars 1830 et reçoit le grade de lieutenant général le 30 mars 1831. À ce titre, Borstell reçoit le 17 janvier 1838 l'ordre de l'Aigle rouge de 2e classe avec feuilles de chêne. Il reçoit également le brevet correspondant à son grade le 11 juin 1839. Le 22 juillet 1841, il reçoit l'étoile de l'ordre de l'Aigle rouge de 2e classe avec feuilles de chêne. Le 18 janvier 1845, Borstell est mis à disposition à sa propre demande avec le caractère de général de cavalerie et la pension légale. Il reçoit ses adieux le 8 juin 1847.

### Famille
Borstell se marie avec Henriette Adelheid baronne Oest von Drießen (née le 10 septembre 1783 et morte le 7 mars 1853) le 16 octobre 1803 au château de Löbichau dans le pays d'Altenbourg. Elle est la fille du lieutenant-général russe von Drießen. Le couple a plusieurs enfants :
- Luise Alexandrine Dorothea Johanna (née le 7 septembre 1804 - 9 mars 1889) mariée avec Karl Friedrich David von Lindheim (1791-1862), général d'infanterie[11]
- Paul Wilhelm Ludwig Hans Heinrich Albert (né le 9 juillet 1806), conseiller du gouvernement
- Ida (née le 24 juillet 1808)
- Louis Ernst Eduard (de) (né le 9 juillet 1812 et mort le 20 mai 1899) marié avec Karoline Marianne von Lambert (née le 28 décembre 1808), veuve comtesse de Kesselstatt[12]